# Empresa Mineira de Comunicação
A Empresa Mineira de Comunicação (EMC) é uma empresa pública brasileira que é a radiodifusora pública no estado de Minas Gerais. Fundada em 20 de setembro de 2016 pela Lei nº 22.294, a EMC opera a Rádio Inconfidência, uma estação de rádio que opera em AM, FM e ondas curtas e a Rede Minas, uma rede estadual de televisão pública.
Desde 2017, a empresa está sediada na Estação da Cultura Presidente Itamar Franco, que havia sido concluída no ano anterior, localizada no Barro Preto, na capital estadual Belo Horizonte.

## Estrutura

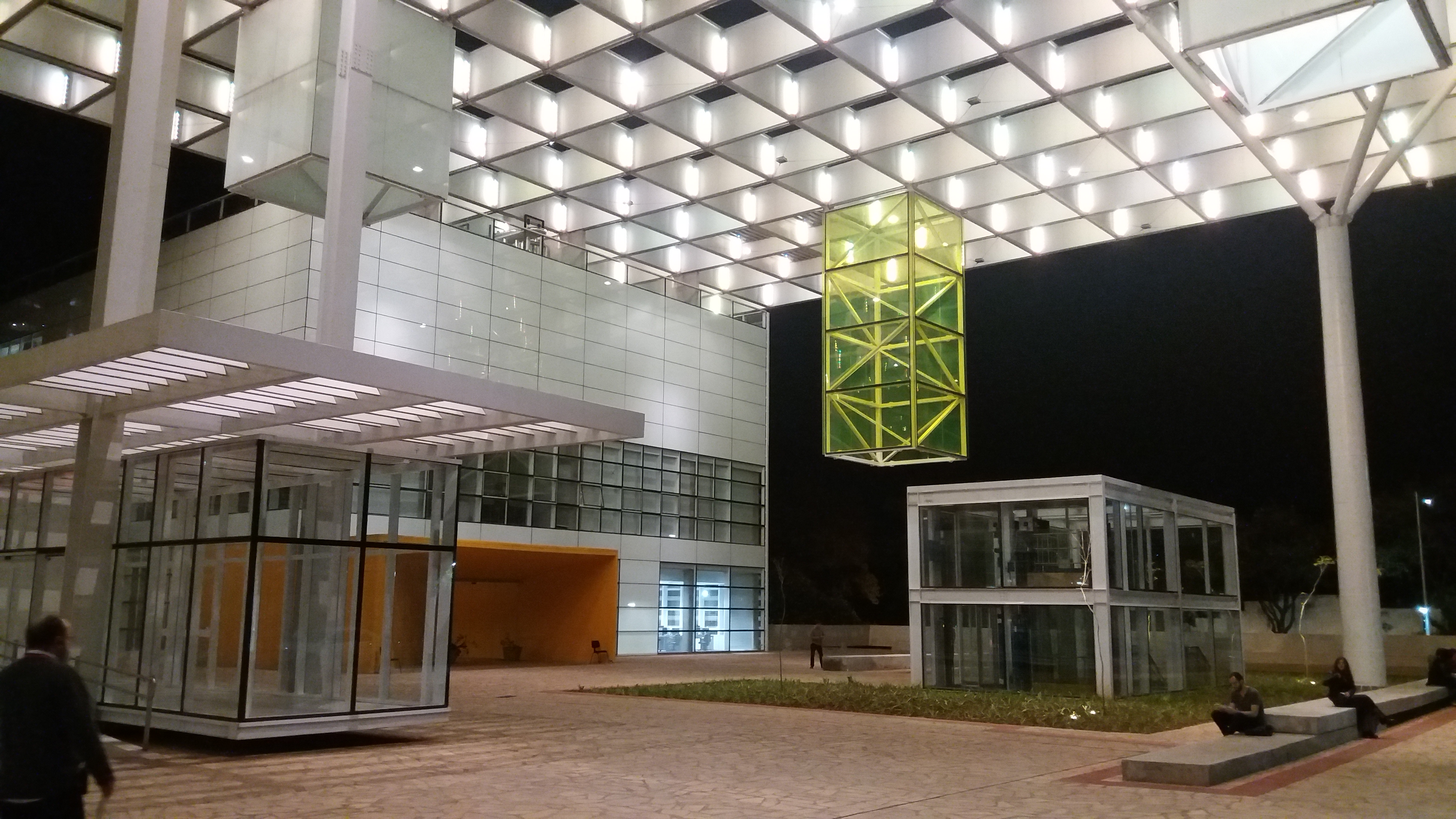
A Estação da Cultura Presidente Itamar Franco, sede da Rede Minas e da Rádio Inconfidência desde 2017

A empresa, como determina a Lei nº 22.294, é administrada pelo Conselho de Administração, composto de cinco membros, e pela Diretoria Executiva, composta de um presidente e três diretores. A empresa ainda tem um Conselho Fiscal, composto por três membros efetivos e três membros suplentes, designados pelo governador de Minas Gerais. A empresa também possui um Conselho Curador, composto por representantes dos servidores da empresa e da sociedade civil organizada.

## Divisões

### Rede Minas
Rede Minas é uma rede de televisão brasileira sediada em Belo Horizonte, capital do estado de Minas Gerais. De cunho cultural e educativo, foi inaugurada no ano de 1984. Opera no canal 9 (17 UHF digital) e é a terceira maior emissora pública de televisão do país. A Rede Minas retransmite parte da programação da TV Brasil e da TV Cultura, juntamente com programas locais, além de contar com afiliadas dentro e fora do estado de Minas Gerais.

### Rádio Inconfidência
Rádio Inconfidência é uma emissora de rádio pública do estado de Minas Gerais. Transmite em AM 880 kHz, FM 100.9 MHz e em ondas curtas, através das frequências 6010 kHz e 15190 kHz. Através dessas duas últimas frequências, é escutada em todo o Brasil.